# Archaeodontosaurus
Archaeodontosaurus ( "lagarto de dentes antigos") é um género de dinossauro saurópode ou prossaurópode do Jurássico Médio. Seus fósseis foram encontrados em Madagascar. A espécie-tipo, Archaeodontosaurus descouensi, foi descoberta em setembro de 2005, e seu nome homenageia o colecionador Didier Descouens. É provavelmente um saurópode com dentes semelhantes aos dos prosaurópodes.

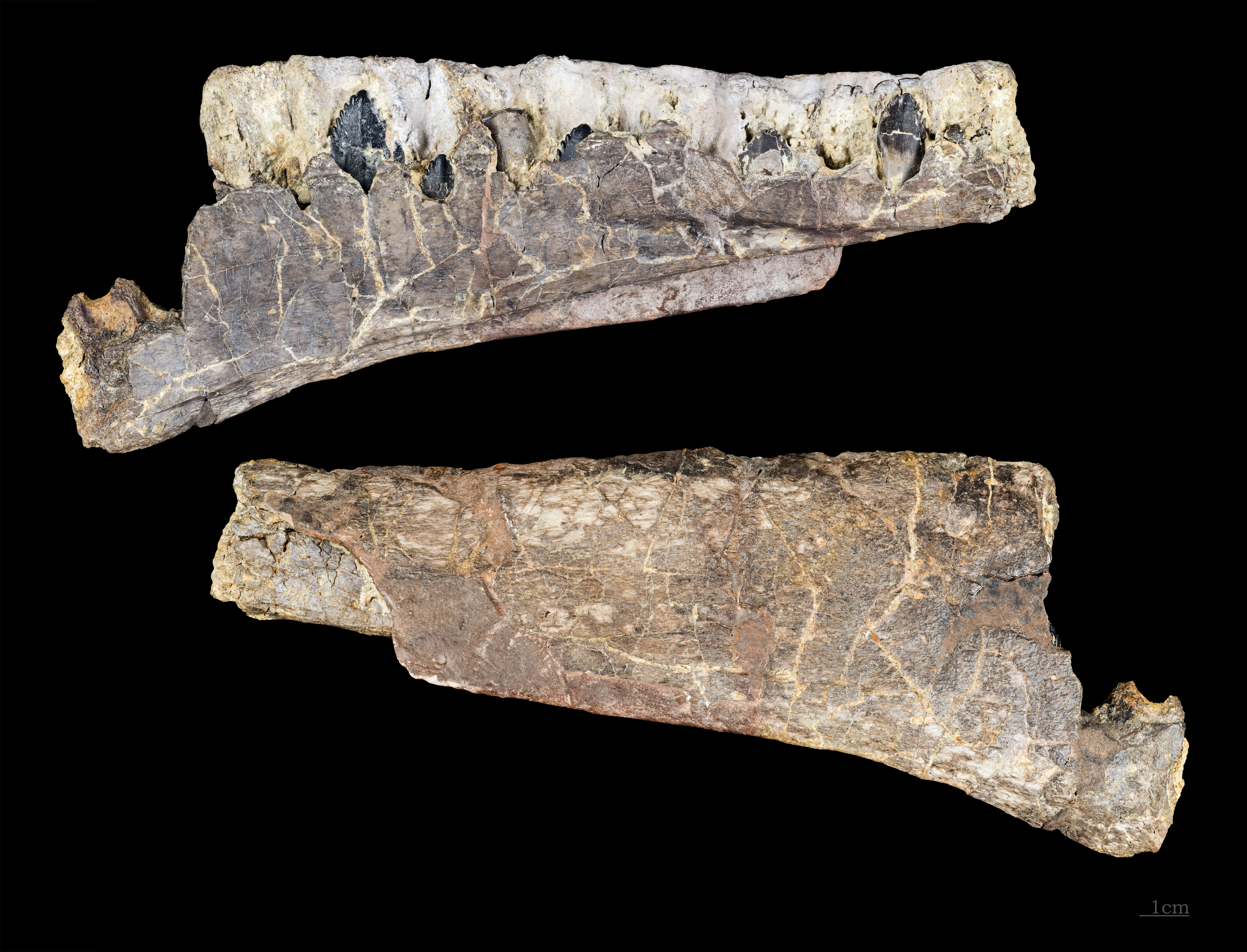
Archaeodontosaurus descouensi